# マウントバーノン郡区 (アイオワ州セロゴード郡)
マウントバーノン郡区は、アメリカ合衆国、アイオワ州、セロゴード郡にある16の郡区の一つである。2000年の国勢調査で、人口は351人だった。

## 地理
マウントバーノン郡区は、94.1平方キロメートル（36.33平方マイル)で、組み込まれた自治体(incorporated settlements)はない。
アメリカ地質調査所によると、この郡区はMount Vernonの1つの霊園が含まれる。